# François Honoré Antoine de Beauvilliers de Saint-Aignan
Pour les autres membres de la famille, voir Maison de Beauvilliers.
François Honoré Antoine de Beauvilliers de Saint-Aignan (6 octobre 1682 - 19 août 1751) est un homme d'Église français.

## Biographie
Il est le fils de François Honorat de Beauvilliers, duc de Saint-Aignan.
Abbé de Saint-Germer-de-Fly jusqu'à son épiscopat. 
Il fut évêque-comte de Beauvais et pair de France de 1713 à 1728. D'après Saint-Simon, il y montra une telle impéritie qu'il fut forcé de se démettre. 
Abbé commendataire de l'abbaye Saint-Victor de Marseille de 1739 à 1751.
Il décède le 19 août 1751 à l'abbaye de Prémontré.

## Sources
- Théophraste Renaudot, Gazette de France, Volume 1, 1766